# Еублефар плямистий
Еублефар плямистий, або леопардовий гекон (Eublepharis macularius) — досить велика ящірка з роду еублефарів, родини Геконових (Gekkonidae). Походить з предгір'я Південно-Східного Афганістану, Північно-Західної Індії та Пакистану. Тримається кам'янистих схилів невисоких гір, майже позбавлених рослинності. Активність сутінкова та нічна. Іноді зустрічається у закріплених чи напівзакріплених пісках.
У 2016 році було прочитано геном цього виду.

## Опис
Загальна довжина самців до 30 см (довжина тіла разом із хвостом), самиці трохи менші. Забарвлення спини жовте, сіро-жовте або сіре. Боки світлі, майже білі. На верхній частині голови, на губах, спині та хвості розкидані дрібні темні плями неправильної форми. Окрім того, на хвості інколи примітні два-три поперечні кільця бузкового кольору. Малеча має інакший колір: на світло-сірому, майже білому фоні по всьому тілу й хвості йдуть широкі чорні поперечні кільця.

## Спосіб життя
На волі тривалість життя самців становить 8-10 років, самиць-одиначок 5-8 років, а самиць, які постійно розмножуються — 3-4 роки.
Ці гекони мають дуже високу здатність до регенерації. Зокрема при відриванні хвоста відновлюються не лише м'язова та сполучна тканина хвоста, але й нейрони спинного мозку. Активне відновлення нейронів виявлено й у корі головного мозку дорослих еублефарів.

## Утримання в неволі
Є одним з найбільш популярних видів ящірок, що їх утримують у Європі.

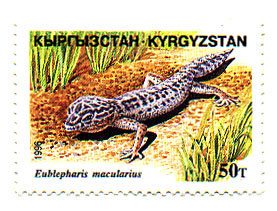
Плямистий еублефар на марці Киргизстану 1996 року

У тераріумах тривалість життя еублефарів сягає 20 років. Вони легко приручаються та з часом починають розрізняти власника серед інших людей, бути ручними та привітними не зважаючи на те, що своїй суті вони є хижаками.
Тримати еублефарів можна по одинці або парами, бо самці занадто ворожі один до одного. Парі еублефарів достатньо тераріуму 60х40 см та висотою щонайменше 40 см. Бажано використовувати скляний тераріум.
Як ґрунт використовують зазвичай дрібну гальку, однак не пісок, бо навіть дорослі можуть засмітити власні дихальні шляхи, що призведе до захворювань. Також необхідно розташувати декілька великих пласких каменів, можна встановити дрючок. Хоча на волі еублефари мешкають там де немає рослинності, рослини у тераріумі дозволять підтримувати необхідний рівень вологості. Вологість дозволяє еублефарам без проблем скинути відмерлу шкіру під час ліньки, яка стається час від часу. Спочатку їх шкіра стає блідою від носа до кінчика хвоста, а потік гекони починають здирати з себе відмерлу шкіру, з-під якої з'являється нова яскрава.
До тераріуму необхідно встановити поїлку, воду у якій необхідно міняти раз на два дні, бо еублефари багато п'ють.
На волі еублефари прокидаються ближче до вечора та виходять із своїх схованок і активні всю ніч. В неволі все зовсім інакше. Подібно до котів вони протягом дня гріються під лампою.
Еублефари споживають комах. Інколи нападають на голих мишенят. Найкращим кормом є бананові та домові цвіркуни. Таргани також із задоволенням поїдаються, однак менш бажано. Також можна пропонувати личинок мучної чорнотілки, зоофобоса. Годувати еублефарів необхідно раз на три дні дорослих, та щоденно малечу.
Для розмноження рекомендується знизити температуру до +15° С на строк 1,5 місяці взимку (грудень-січень). А потів довести її до нормальної. З лютого починається спарювання, після якого з 3-4 тижневим інтервалом самиці починають класти по 1-2 яйця. Таких кладок до середини літа може бути 4-5. Інкубація триває при температурі +28 °C близько 2 місяців (48-62 дні). Росте малеча швидко. Годують малечу дрібними цвіркунами та обов'язково вітамінами. Малечу краще відсадити до окремого тераріуму, в якому немає дорослих, щоб уникнути випадків канібалізму. Малечу можна повернути до батьків не раніше 6 місячного віку. В цьому віці вони поступово втрачають дитяче забарвлення та стають схожими на батьків. Еублефари досягають статевої зрілості після року.